# Меритамон
Меритамон (ег. mri.t Jmn — «Возлюбленная Амоном») (ок. 1279 −1240 до н. э.) — Великая царица Древнего Египта из XIX династии, дочь фараона Рамзеса II и его любимой жены Нефертари. Благодаря известняковому бюсту иногда именуется «Белой королевой».

## Происхождение
Меритамон приходилась четвёртой дочерью великого фараона Рамсеса II и третьей дочерью его главной жены Нефертари. Родилась, скорее всего, до коронации Рамсеса II и на момент смерти матери осталась старшей дочерью. По египетским традициям наследования власти, для сохранения власти внутри царской династии Рамсес даровал своим старшим дочерям Бент-Анат, Меритамон и Небеттави титулы жён фараона.
На празднике в приблизительно 1255 году до н. э. (между 24 и 26 годами царствования Рамсеса II) в честь завершения строительства двух храмов Меритамон заменила уже болеющую мать царицу Нефертари, которая скончалась в том же году. После смерти матери Меритамон получила титул «главная жена».

### Титулы
- дочь фараона
- Великая жена фараона
- Госпожа Двух земель
- Меритамон праведная[9]
- певица Хатхор[10]

## Смерть
Накануне 53-го года правления Рамсеса II Меритамон умерла. Она похоронена в гробнице QV68 Долины цариц, неподалёку от матери. Гробницу обнаружил Карл Лепсиус в начале XIX века.
В фиванской гробнице TT271 Лабиб Хабаши обнаружил фрагменты крышек саркофагов Меритамон и Нефертари, крупнейшая из которых ныне хранится в Египетском музее Берлина (№ 15274), другая — в Турине (Италия).

## Изображения
Сохранилось немного скульптурных изображений царицы. Она появляется дочерью четвёртой в списке Луксорского храма и пятой в списке Абу-Симбел, на статуях в Танисе и Бубастисе; известны её ваза и скарабеи. Важнейшими считаются известняковый раскрашенный бюст, найденный в Рамессеуме (западные Фивы) Флиндерсом Питри в 1896 году, и колосс в Ахмиме (найден в 1981 году) — единственная одинокостоящая скульптура царицы в своём роде.

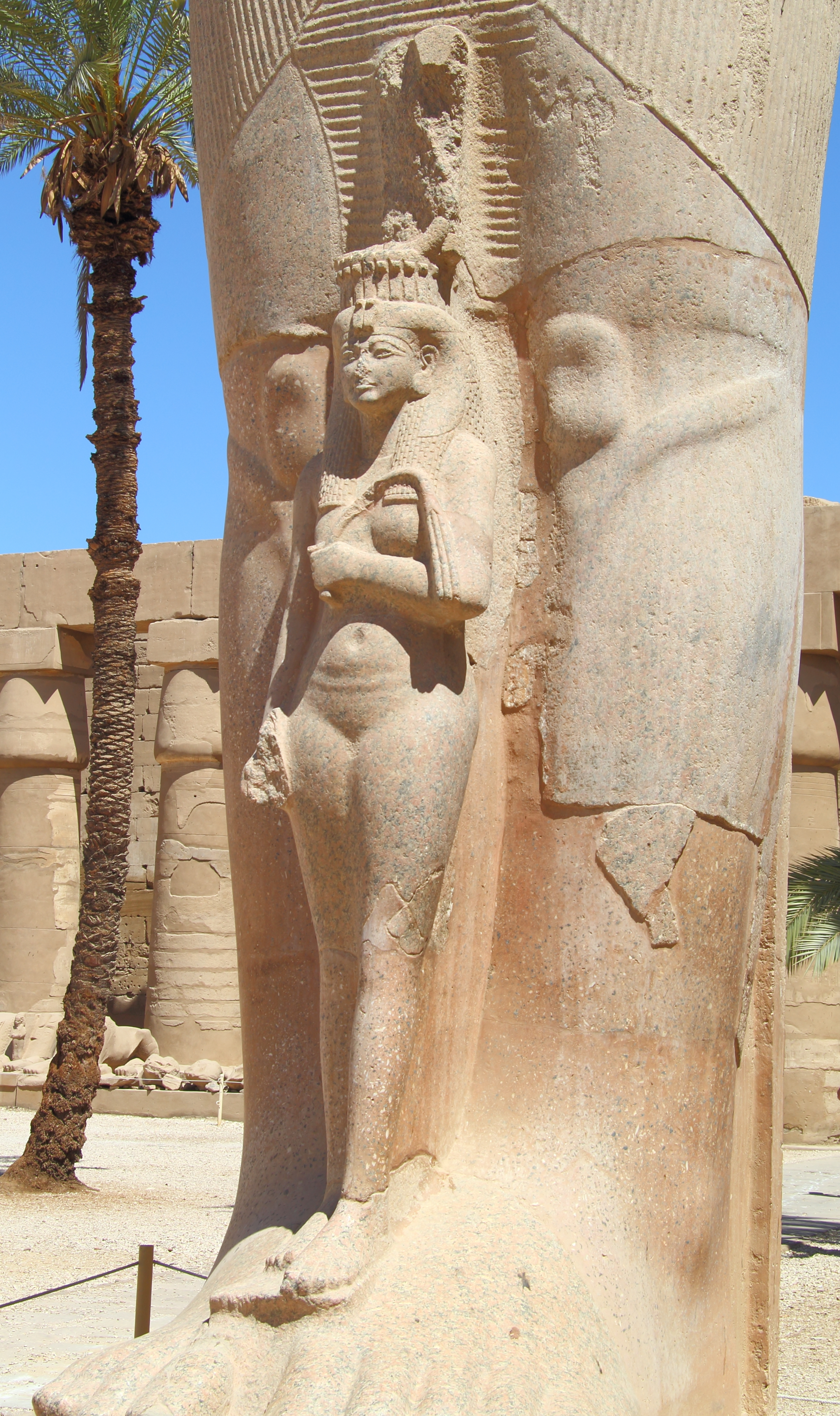
Статуя Меритамон в Карнакском храме
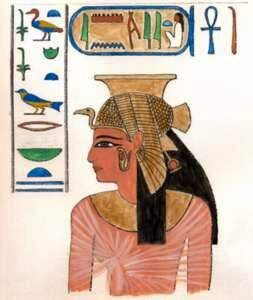
Срисовка изображения Меритамон из её гробницы
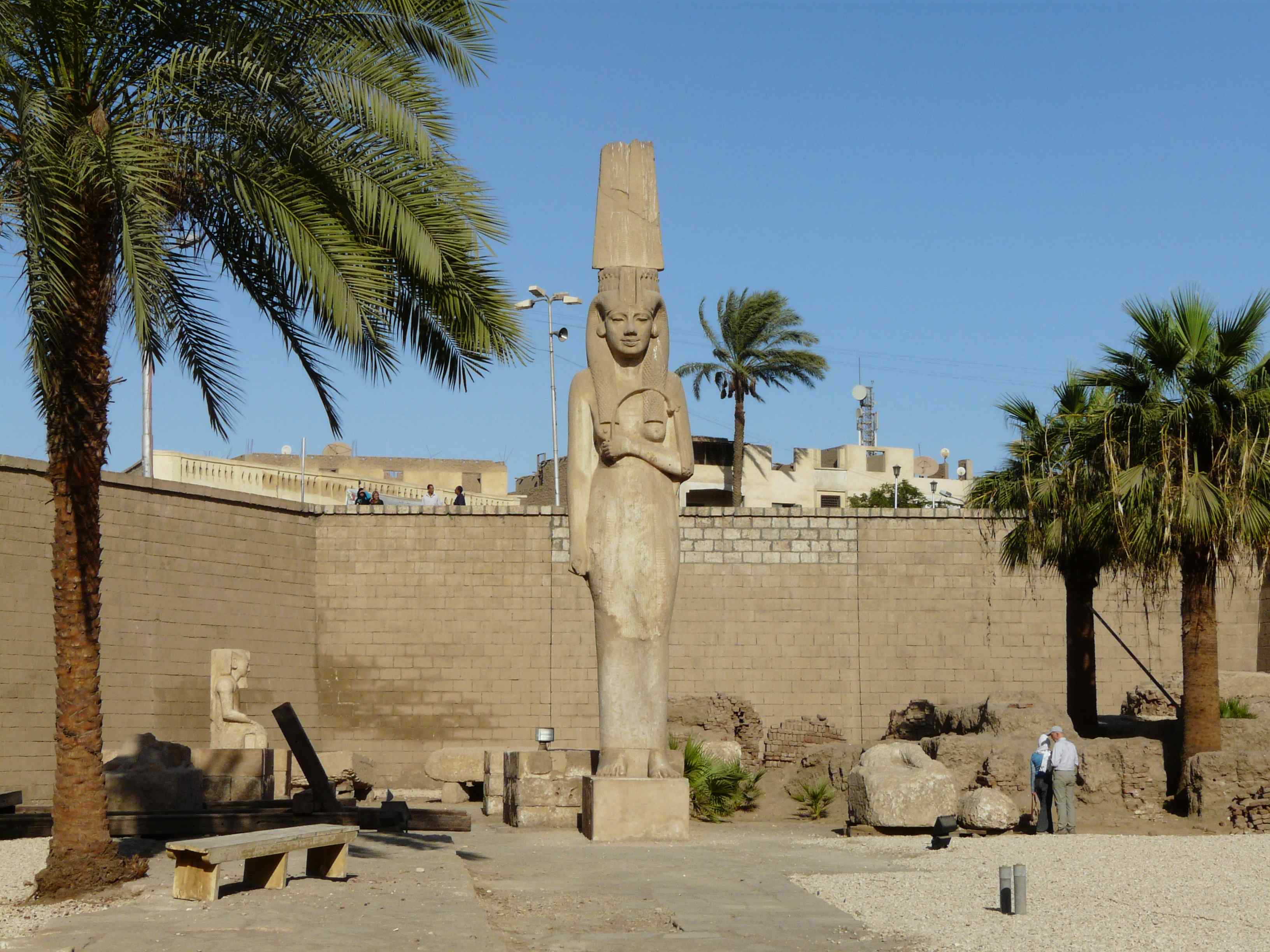
Статуя Меритамон в храме Мина в Ахмиме.
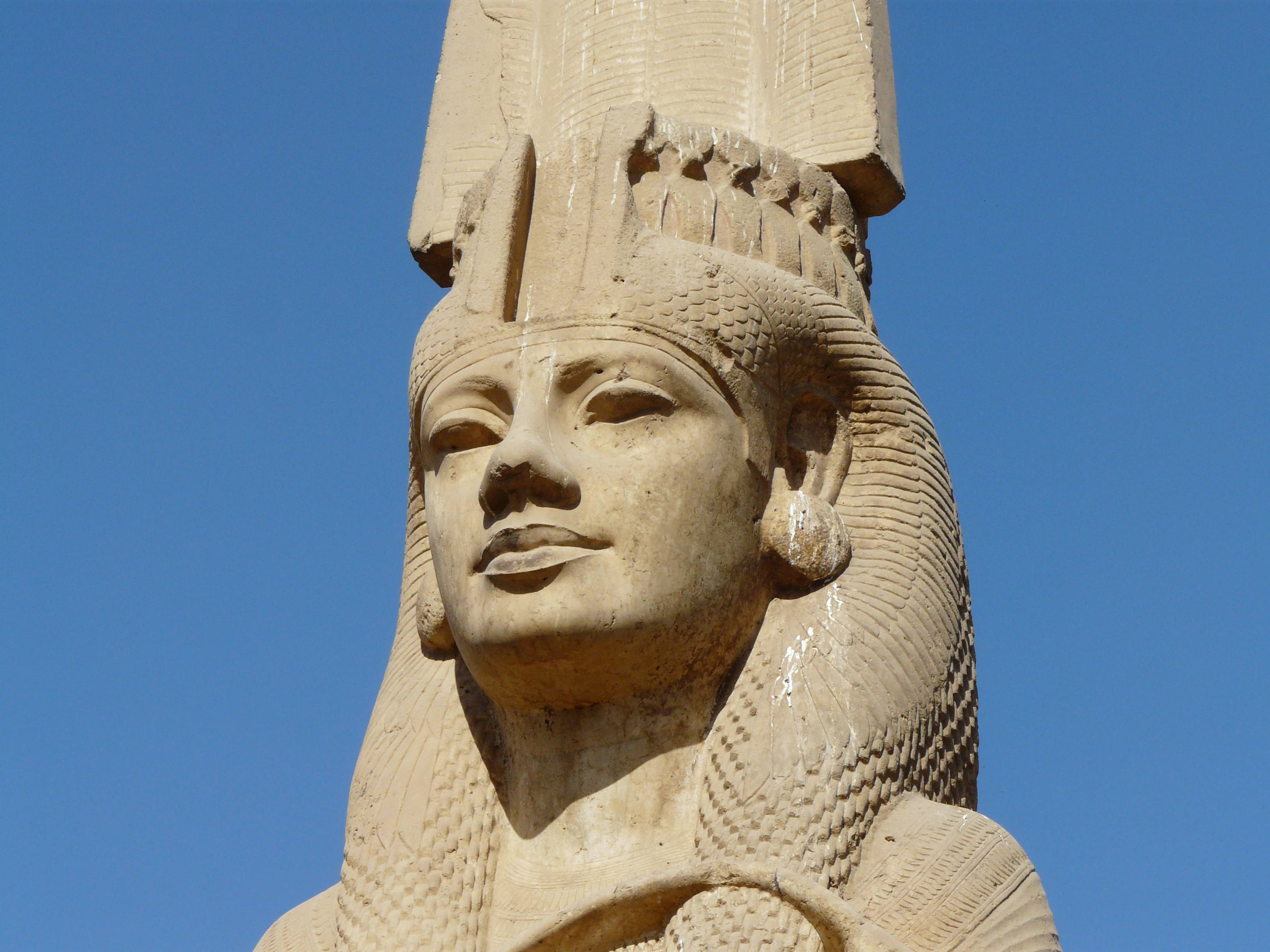
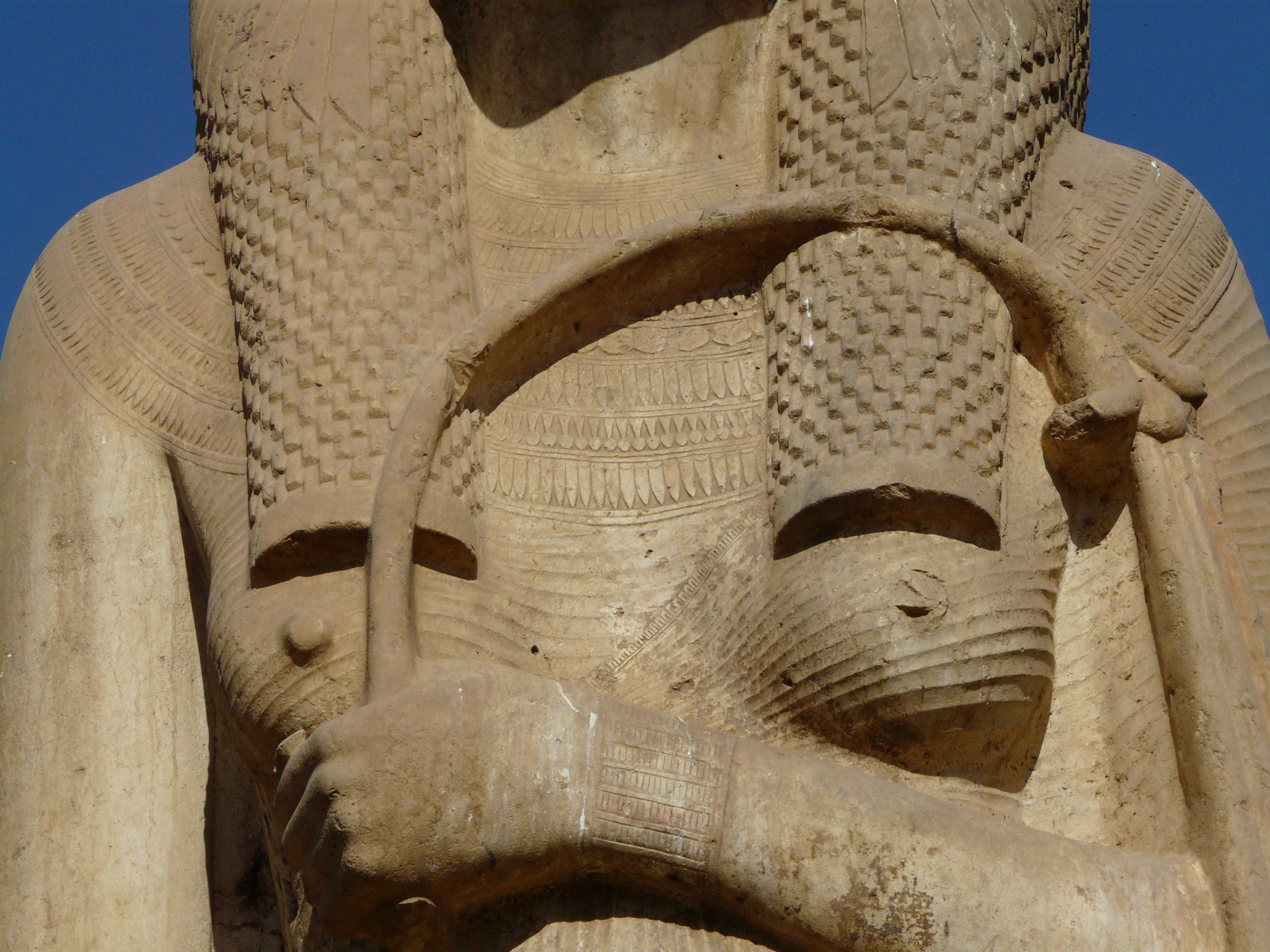
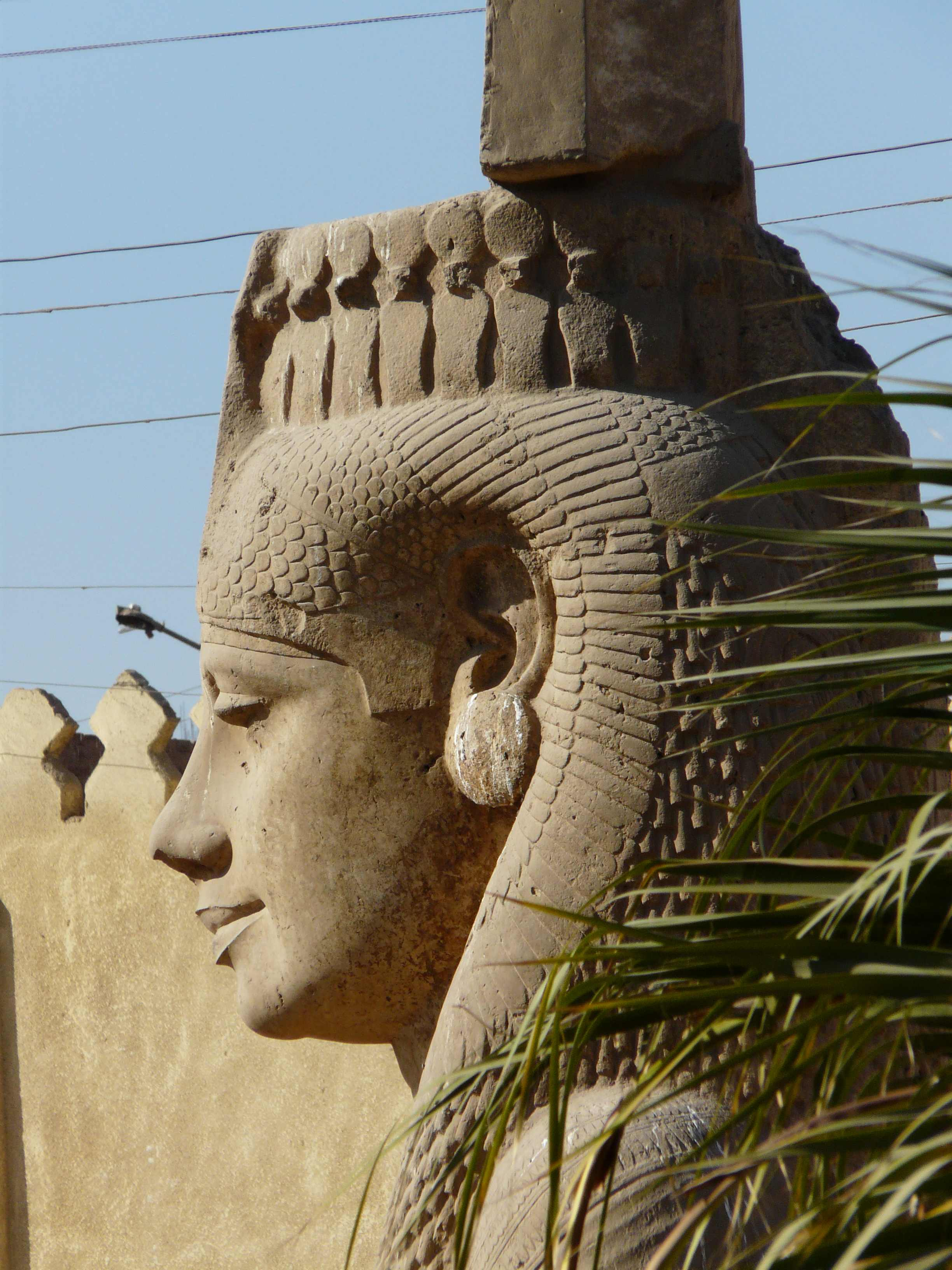